# Tempestade tropical Anita
A tempestade tropical Anita foi um ciclone subtropical que se desenvolveu em latitudes subtropicais no oceano Atlântico Sul, próximo à costa leste do Brasil (∼19ºS–37ºO), em março de 2010. Inicialmente, este ciclone se deslocou para sudoeste sobre o oceano acompanhando a costa continental, o que é uma trajetória bastante incomum para a região. Isto começou a chamar a atenção de várias instituições meteorológicas em todo o mundo, inclusive a da Marinha dos Estados Unidos (United States Naval Research Laboratory – NRL) que designou-o como Invest 90Q. No Brasil, alguns centros meteorológicos nomearam o sistema como Anita. O Anita permaneceu quase-estacionário próximo à costa brasileira (~30ºS–47ºO) por dois dias, sendo que suas nuvens associadas chegaram a formar a aparência de um olho nas imagens de satélite, o que é absolutamente incomum nos ciclones que atuam nesta região. Ao fim de seu ciclo de vida, o Anita se deslocou para sudeste e fez transição extratropical, unindo-se a outro ciclone extratropical transiente de latitudes mais altas.
Diversas informações contraditórias podem ser encontradas na internet sobre o Anita, sendo que alguns sites afirmam que o sistema chegou a atingir a classificação de tempestade tropical. Entretanto, diversos artigos científicos publicados em revistas arbitradas mostram que o Anita foi na verdade um ciclone subtropical, apresentando características híbridas: núcleo quente em baixos níveis e núcleo frio em altos níveis.
Ressalta-se que ciclones tropicais (furacões ou tufões) são simétricos e possuem núcleo quente em toda a sua estrutura vertical, enquanto que ciclones extratropicais são assimétricos e possuem núcleo frio em toda sua estrutura vertical. Desta forma, podemos dizer que os ciclones subtropicais apresentam combinações destes padrões convencionais, com núcleos quentes em baixos níveis e frios em altos níveis da atmosfera; a dinâmica de desenvolvimento dos ciclones subtropicais é distinta da dos ciclones tropicais e extratropicais.